# جک مک‌بریر
جک مک‌بریر (انگلیسی: Jack McBrayer؛ زادهٔ ۲۷ مهٔ ۱۹۷۳) یک هنرپیشه و کمدین اهل ایالات متحده آمریکا است.

## فیلم‌شناسی
- ۳۰ راک (۲۰۱۳–۲۰۰۶)
- فراموش کردن سارا مارشال (۲۰۰۸)
- گربه‌ها و سگ‌ها (۲۰۱۰)
- من نفرت‌انگیز (۲۰۱۰)
- رالف خرابکار (۲۰۱۲)
- فیلم ۴۳ (۲۰۱۳)
- فهرست کارها (۲۰۱۳)
- ساوانا (۲۰۱۳)
- آن‌ها باهم آمدند (۲۰۱۴)
- افسانه‌های واهی
- سردسته‌ها (۲۰۲۱)